# Ежен Бріссон
Ежен Анрі Бріссон (фр. Eugène Henri Brisson фр. вимова: [ɑ̃ʁi bʁisɔ̃]; 31 липня 1835, Бурж, Франція — 14 квітня 1912, Париж, Франція) — французький державний діяч, двічі очолював уряд, але обидва рази менше року (1885, 1898, другий раз у розпал боротьби навколо справи Дрейфуса).

## Біографія

### Початок кар'єри
Народився в сім'ї республіканця Луї-Адольфа Бріссона, апеляційного повіреного в Буржі. У 1859 р. закінчив юридичний факультет Паризького університету, під час навчання товаришував з професорами, які були змушені піти у відставку через відмову присягати імперії. У 1856 р. вступив у масонську ложу і став одним із найактивніших її учасників. У 1859 р. разом із Фредеріком Мореном та іншими друзями сприяв створенню «Progrès de Lyon», ліберальної газети, достатньо ворожої до Імперії.
З 1861 по 1865 рр. співпрацював з «Phare de la Loire», опублікувавши численні політичні статті, а також деякі літературні огляди. У 1864 р. почав друкуватися в газеті «Час», а в 1869 р. — в «Національному майбутньому». У 1868 р. разом із Шальмель-Лакуром та Алленом Тарже заснував видання «Політичний огляд», яке того ж року було заборонено. У лютому 1866 року він починає публікувати статті антипрусської спрямованності в «Revue Nationale et Foreign», оскільки був одним з небагатьох республіканців, які вважали цю країну загрозою для Франції, а не Австро-Угорську монархію.
Після падіння Другої імперії, 4 вересня 1870 Бріссона призначили віце-мером Парижа, проте звільнили після повстання 31 жовтня 1870. У лютому 1871 Бріссон був обраний депутатом від департаменту Сена до Національних зборів, в яких у вересні 1871 р. вніс від імені вкрай лівих пропозицію про загальну амністію для політичних злочинців. Також займав антиклерикальну позицію та виступав за обов'язкову початкову шкільну освіту.
Як член палати депутатів, Бріссон з 1876 року належав до «Республіканського союзу» і був лідером його парламентської фракції. У 1879 р. був обраний другим віце-президентом палати та головою бюджетної комісії, а в листопаді 1881 р. — президентом палати замість Леона Гамбетти.

### Уряд 1885 року. Президент палати депутатів
У 1885, 1887, 1894 та 1895 роках Бріссон невдало балотувався в якості кандидата на президентських виборах у Франції.
У 1885 р., після відставки Жюля Феррі, очолив новий уряд і одночасно обійняв посаду міністра юстиції. Однак після того як палата лише незначною більшістю затвердила його пропозицію про кредит у 79 млн франків для Тонкінської експедиції, подав у відставку.
З 1892 до 1893 року очолював парламентську комісію з розслідування Панамського скандалу. З 1894 до 1898 — президент Палати депутатів Національних зборів. Влітку 1898 р. його замінив поміркований республіканець Поль Дешанель.
У 1895 р. на виборах президента Франції отримав 361 голос (проти 480, поданих за переможця Фелікса Фора).

### Уряд 1898 року
Після падіння уряду Жуля Мелена, восени 1898 р. президент Фелікс Фор запропонував Бріссону сформувати новий кабінет, в якому він одночасно обійняв посаду міністра внутрішніх справ. До кабінету увійшли переважно радикали, деякі з них схилялися до націоналізму, а також помірковані республіканці. Уряд зобов'язався провести податкову реформу та організувати страхування робітників від нещасних випадків. Ні того, ні іншого він не встиг зробити; час його правління був зайнятий боротьбою навколо справи Дрейфуса.
Сам Бріссон спочатку, мабуть, не мав певного погляду на цю справу; члени його кабінету ділилися на дрейфусарів (Буржуа) та антидрейфусарів (Кавеньяк, Локруа). Арешт полковника Анрі, який зізнавався у фабрикації листа Шварцкоппена, що для військового міністра Кавеньяка слугувало головним доказом винуватості Дрейфуса, призвів до його відставки та заміні військового міністра генералом Цурлінденом. З цього моменту уряд, зокрема сам Бріссон, стають рішучими прихильниками скасування вироку Дрейфуса та перегляду справи. Цурлінден, однак, затягував питання, що призвело до його відставки 17 вересня, новим військовим міністром був призначений генерал Шарль Шануан. Проте він зайняв позицію своїх попередників і 25 жовтня подав у відставку. Це спричинило падіння кабінету.
Як лідер радикалів, підтримував уряди наступних прем'єр-міністрів Пʼєра Вальдека-Руссо та Еміля Комба, зокрема їхню релігійну політику та заходи з відокремлення церкви від держави. У 1904 р. знову був обраний президентом Палати депутатів. У 1905 р. на цю посаду замість нього був затверджений Поль Думер. На початку червня 1906 р. Бріссона вчетверте було обрано на посаду голови Палати депутатів, яку й обіймав до кінця свого життя.

## Пам'ять
У травні 1883 р. у присутності Феррі, Бріссон відкрив у В'єрзоні першу національну професійну школу. Згодом їй було присвоєно ім'я Анрі-Бріссона. З 1928 р. у 18-му окрузі Парижа розташована вулиця Анрі-Бріссона.